# Кольонія-Островіцька
Кольонія-Островіцька (пол. Kolonia Ostrowicka) — село в Польщі, у гміні Ґнев Тчевського повіту Поморського воєводства.
Населення — 598 осіб (2011).
У 1975-1998 роках село належало до Гданського воєводства.

## Демографія
Демографічна структура станом на 31 березня 2011 року:
|          | Загалом | Допрацездатний вік | Працездатний вік | Постпрацездатний вік |
| -------- | ------- | ------------------ | ---------------- | -------------------- |
| Чоловіки | 304     | 79                 | 200              | 25                   |
| Жінки    | 294     | 65                 | 174              | 55                   |
| Разом    | 598     | 144                | 374              | 80                   |